# Preben Isaksson
Preben Isaksson (né le 22 janvier 1943 à Copenhague et mort le 27 décembre 2008 à Greve) est un ancien coureur cycliste amateur sur piste. Il a remporté la médaille de bronze sur l'épreuve de la poursuite individuelle aux Jeux olympiques d'été de 1964 à Tokyo.

## Palmarès sur piste

### Jeux olympiques
- Tokyo 1964
  -  Médaillé de bronze de la poursuite individuelle

### Championnats du monde amateurs
- Milan 1962
  -  Médaillé d'argent de la poursuite par équipes
- Rocourt 1963
  -  Médaillé de bronze de la poursuite par équipes
- Saint-Sébastien 1965
  -  Médaillé de bronze de la poursuite individuelle

### Championnats nationaux
- Champion du Danemark de poursuite individuelle amateurs : 1961, 1962 et 1965
- Champion du Danemark de poursuite par équipes amateurs : 1962, 1963, 1964, 1966 et 1967